# Sheldon Allman
Pour les articles homonymes, voir Allman.
Sheldon Allman est un acteur, compositeur et scénariste américain né le 8 juin 1924 à Chicago, Illinois (États-Unis), mort le 22 janvier 2002 à Culver City (Californie).

## Filmographie

### Comme acteur
- 1974 : Masquerade Party (en) (série TV)
- 1959 : Inside the Mafia (en) d'Edward L. Cahn : Dyer
- 1962 : The Final Hour
- 1963 : Le Plus Sauvage d'entre tous (Hud) de Martin Ritt : Mr. Thompson
- 1964 : Harris Against the World (série TV) : Norm Miller
- 1965 : Les Quatre Fils de Katie Elder (The Sons of Katie Elder) d'Henry Hathaway : Harry Evers
- 1966 : Nevada Smith d'Henry Hathaway : Sheriff
- 1967 : De sang-froid (In Cold Blood) de Richard Brooks : Rev. Jim Post
- 1969 : Joniko and the Kush Ta Ta de Ford Beebe Jr. : Narrator
- 1973 : Hunter (en) (TV) : Dr Abrams
- 1975 : Miles to Go Before I Sleep (TV) : Bruce Stanton
- 1975 : Adams of Eagle Lake (en) (TV) : Quinn
- 1975 : La Petite Maison dans la prairie (The House on the Prairie) (Série TV) saison 2, épisode 8 (Promesses (2/2) (Remember me: part 2) ) : Jason Anders
- 1977 : The Man with the Power (TV) : Wilmot
- 1977 : The C.B. Bears (en) (série TV) : Big H (voix)

### Comme compositeur
- 1967 : George of the Jungle (série TV)

### Comme scénariste
- 1995 : Monster Mash: The Movie